# 北海道道451号北長沼停車場線
北海道道451号北長沼停車場線（ほっかいどうどう451ごう きたながぬまていしゃじょうせん）は、北海道夕張郡長沼町内を結ぶ一般道道（北海道道）である。

## 概要

### 路線データ
- 起点：北海道夕張郡長沼町東1線北14（旧夕張鉄道 北長沼駅跡）
- 終点：北海道夕張郡長沼町東1線北14（北海道道1080号栗山北広島線交点）
- 総延長：0.112 km
- 実延長：0.105 km
- 重用延長：0.007 km

### 道路管理者
- 空知総合振興局 札幌建設管理部 長沼出張所

## 歴史
- 1963年（昭和38年）10月23日 - 路線認定[1]。
- 1975年（昭和50年）4月1日 - 夕張鉄道線の廃線に伴い、北長沼駅は廃駅となる。

## 地理

### 通過する自治体
- 空知総合振興局
  - 夕張郡長沼町

### 交差する道路
長沼町
- 北海道道1080号栗山北広島線 - 東1線北14（終点）